# Salar de Atakama
Salar de Atakama je najveće slanište u Čileu. Ono je locirano 55 km (34 mi) južno od San Pedro de Atakama Okružen je planinama i nema ispusta za odvodnjavanje. Na istoku je ograđen glavnim lancem Anda, dok se na zapadu prostire sekundarni planinski venac Kordiljera de Domeiko. Pejzažom dominiraju impozantni vulkani kao što su Likankabur, Akamarači, Agvas Kalijentes i Laskar, koji je jedan od najaktivnijih čileanskih vulkana. Ovi vulkani se nalaze duž istočne strane Salar de Atakame, formirajući liniju prostiranja sever-jug koja odvaja ovo slanište od manjih endorejskih basena.
Poslednjih decenija, Salar de Atakama je postalo značajno središte za ekstrakciju litijuma, pošto se litijum nalazi u slanim vodama slane ravnice.
Narod Likan Antaj su domorodački stanovnici Salar de Atakama i okolnih oblasti.

## Karakteristike
Slišna ravan koja obuhvata 3.000 km2 (1.200 sq mi), duga je oko 100 km (62 mi) long i široka 80 km (50 mi), što čini ovo slanište trećim po veličini u svetu, posle Salar de Ujuni u Boliviji (10.582 km2 (4.086 sq mi)). i Salinas Grandes u Argentini (6.000 km2 (2.300 sq mi)). Njegova prosečna nadmorska visina je oko 2.300 m nadmorske visine. Topografija središnjeg dela slaništa pokazuje visok nivo hrapavosti, što je rezultat isparavanja i kratkotrajne površinske vode, za razliku od većine drugih slaništa, kao što je na primer Salar de Ujuni, koje je periodično prekriveno plitkom vodom.
Neke oblasti slane ravnice čine deo nacionalnog rezervata Los Flamenkos. Laguna Kehar je ponorno jezero u Salar de Atakami, 18 km od San Pedra, Čile. Ona ima koncentraciju soli koja se kreće od 5 do 28% (50 do 280 delova na hiljadu), stvarajući na višem kraju opsega efekat plutanja poput Mrtvog mora.

## Galerija
- Fotografija je snimljena sa 4660 metara nadmorske visine
- Laguna Kehar
- Andski flamingosi
- Zalazak sunca nad Salar de Atakamom
- Slika lažne boje sa satelita Landsat 7
- Salar de Atakama, 2300 metera iznad nivoa mora

## Literatura
- Gerardo Díaz del Río; Ramiro Bonilla Parra; Fernando Peralta Toro (1972). Geología de superficie, sub-superficie y geoquímica del Salar de Atacama (на језику: шпански). Chile: CORFO. Departamento de Recursos Hidráulicos.
- Seth Fletcher (2011). Bottled Lightning: Superbatteries, Electric Cars, and the New Lithium Economy. New York: Hill and Wang. ISBN 978-0-8090-3053-8.
- H. Alonso; F. Risacher (1996). „Geoquímica del Salar de Atacama, parte 1: origen de los componentes y balance salino”. Revista Geológica de Chile (на језику: шпански). 23 (2).
- Stephanie Kampf; S. Tyler; C. Ortiz; J. F. Muñoz; P. Adkins (2005). „Evaporation and land surface energy budget at the Salar de Atacama, Northern Chile”. Journal of Hydrology. 310 (1–4): 236. Bibcode:2005JHyd..310..236K. doi:10.1016/j.jhydrol.2005.01.005.

## Spoljašnje veze
Koordinate: 23°30′ 68°15′W / 23.500° JGŠ; 68.250° ZGD